# Rührstück
Das Rührstück ist ein Theaterstück, das sein Publikum zu Tränen rühren soll. 

## Historisches Umfeld
Seit dem Tod des Sonnenkönigs 1715 gab es eine Gegenbewegung zur rationalistischen Staatsordnung des Absolutismus, die ihr Heil statt in der vordergründigen, berechnenden Vernunft im reinen Gefühl sah (Empfindsamkeit). Die Strenge des barocken Zeitalters wich dem emotional betonten Rokoko. Ein wichtiger Theoretiker dieser Strömung war etwa Jean-Baptiste Dubos. Jean-Jacques Rousseau wurde eine Generation später mit seinem Erziehungsroman Émile oder Über die Erziehung zu einer Art Medienfigur des 18. Jahrhunderts. Dieser Zeitgeist ließ das Rührstück als eine „halb ernste“ Gattung zwischen Tragödie und Komödie entstehen.
Die sogenannte Ständeklausel behielt die Tragödie im 17./18. Jahrhundert den Aristokraten vor. Die Bürger konnten nur komische Figuren sein. Dies war im Zuge der bürgerlichen Emanzipation in der zweiten Hälfte des 18. Jahrhunderts ein Ärgernis. Es wurden daher Möglichkeiten gesucht, bürgerliche Hauptfiguren in ernsten Stücken auftreten zu lassen und ihr Schicksal ernst zu nehmen. Daraus entwickelte sich im Rokoko die Sitte des gemeinsamen Weinens im Theater, das die Standesgrenzen innerhalb des Publikums überbrücken sollte.

## Theorie
Eine Theorie des Rührstücks entwarf der französische Philosoph Denis Diderot, der sich mit seinen eigenen Theaterstücken allerdings nicht durchsetzen konnte. Gotthold Ephraim Lessing nahm seine Anregungen auf und versuchte, eine bürgerliche Version der Tragödie zu schaffen (z. B. Emilia Galotti, 1772). Entscheidend für das Rührstück ist, dass nicht im alten Sinne das Zerstörerische aller Leidenschaften angeprangert oder verlacht werden soll (siehe Vanitas), sondern das Aufbauende gewisser Leidenschaften, vor allem der sinnlichen Liebe und des Strebens nach gesellschaftlicher Emanzipation. So konnte das Rührstück entweder in die Richtung einer christlichen Mitleidsethik führen, was seine Aufwertung des Sinnlichen bemäntelte, oder die politisch-gesellschaftliche Solidarität emotional verklären.

## Beispiele
Das populäre Rührstück, das manchmal von einer gehobenen „rührenden Komödie“ abgegrenzt wird, wurde immer mit einer gewissen Geringschätzung betrachtet. Das wohl berühmteste, einst ebenso verachtete wie beliebte Rührstück ist August von Kotzebues Menschenhass und Reue (1789). Im deutschen Sprachgebiet sind, neben vielen andern Autoren, August Wilhelm Iffland und später Charlotte Birch-Pfeiffer oder Karl von Holtei mit Rührstücken bekannt geworden. 
Bei vielen Rührstücken spielt Gesang oder melodramatische Musik eine wichtige Rolle. Dem Rührstück verwandt sind die Opéra comique und weitere eher sentimentale Genres des Volkstheaters wie das Besserungsstück, das einen letzten Höhepunkt in den Dramen von Ferdinand Raimund erlebte (zum Beispiel Der Verschwender, 1834). Auch die Wiener Operette führt Traditionen des Rührstücks weiter (zum Beispiel Der Zarewitsch, 1927).
Eine moderne Variante des Rührstücks ist das Melodrama, das sich seit der Französischen Revolution entwickelte (zum Beispiel Die Waise und der Mörder, 1816). – Seit dem 20. Jahrhundert gibt es vor allem im Kino das Bedürfnis, über fiktive Schicksale zu weinen.